# Héctor Mario López Fuentes
Héctor Mario López Fuentes (7 de mayo de 1930-Ciudad de Guatemala, 18 de octubre de 2015) fue un general guatemalteco. Fue el jefe de las Fuierzas Armadas en 1983 sustituyendo a Rodolfo Lobos Zamora.
En julio de 2011, López Fuentes fue arrestado por los cargos de genocidio y crímenes de lesa humanidad por su relación con la muerte de más de 300 civiles mayas de la Región de Ixil durante la administración del Presidente Efraín Ríos Montt.
Durante ese tiempo, López Fuentes sufrió un cáncer terminal, y una audiencia originalmente programada para octubre de 2011 tuvo que ser retrasada debido a su estado de salud. En mayo de 2012, fue llevado ante el juez Miguel Ángel Gálvez del Tribunal B de Mayor Riesgo para enfrentar los cargos. Gálvez rechazó una moción del abogado de López, Moisés Galindo, para sobreseer el juicio por la mala salud de López Fuentes. Los cargos fueron retirados en enero de 2016 después de la muerte de López Fuentes el 18 de octubre de 2015 a la edad de 85 años.